# 国民の僕
国民の僕（こくみんのしもべ、国民のしもべ、ウクライナ語: Слуга народу, ラテン文字転写: Sluha narodu, SN ）は、ウクライナの中道政党。2017年に設立、登録された政党「決定的な変化」を基に2018年3月31日に正式に登録された。党名はウクライナの大ヒットテレビシリーズ『国民の僕』にちなんでいる。2019年の国会選挙では全国政党リストで124議席、130選挙区議席を獲得。ドラマ『国民の僕』の主演で2019年の大統領選挙でウクライナ大統領になったウォロディミル・ゼレンスキーはこの党のメンバーである。

## 党史

### 設立
法的には、ユージン・ユルディガが設立し2016年4月から存在した「決定的な変化」（ウクライナ語: Партія рішучих змін）の後継党である。
同党は2017年12月に、ヴォロディミル・ゼレンスキーが主演し、彼のテレビ制作会社第95街区によって作られたウクライナのヒットテレビシリーズの同名作品にちなんで名付けられた。最初のリーダーは第95街区のCEOイワン・バカノフだった。第95街区は党を作った時、他の者が「シニカルな政治目的」で番組名を盗用しないためにそうした方が重要であると主張した。ゼレンスキーによれば2017年夏に無関係の人物が「国民の僕」という政党を登録しそうになり、このため第95街区は有権者が同名のテレビシリーズと関係のない政党に投票すると誤解されないように、「国民の僕」を政党登録したという。 2018年初頭ゼレンスキーはこの政党が「今はまだ政治プロジェクトではない」としていた。
2017年12月にイルコ・クシェリヴ民主イニシアチブ財団とラズムコフ・センターが行った世論調査では、ウクライナ人の4％が議会選挙で「国民の僕」という政党に投票する用意があると宣言し、2018年5月にはこの数字はウクライナの選挙基準通過のための最低条件である5％にまで拡大した。民主主義監視団体Chesnoが2018年9月に、党が選挙に参加するかどうかを尋ねようとしてゼレンスキーと党の代表者に連絡を試みたところ、第95街区の広報担当者は「ノーコメント」と返答した。第95街区のプレスサービスは党首バカノフの写真をChesnoに提供できなかった。Chesnoは、党指導部が第95街区の関係者だけで構成されていることを突き止めた。
2018年11月にウクライナの都市の街頭に「国民の僕」の広告看板が現れた。 ゼレンスキーは後に、これらの看板は法的にはテレビシリーズ「国民の僕」の第3シーズンの宣伝だけだったが、選挙運動の一環でもあったので彼のキャンペーンは「多くのお金を節約することができた」と認めている。党の最初の資金提供者は、寄付の出所を報告する必要のないNGOか、同じ週にすべて住所を変更した企業であり、このためChesnoはこれらの企業が相互に関連していると考えた。2018年のほぼすべての資金は、2019年のウクライナ大統領選挙への立候補を発表したゼレンスキーの2019年の新年の演説の前夜に受け取られた。

#### 2019年大統領・国会議員選挙
2018年12月末、ゼレンスキーは2019年の大統領選挙で党から大統領候補になると宣言された。2019年1月には遅れをとっていたものの、3月にはゼレンスキーが世論調査でリードしはじめた。彼は大統領選挙の予備選挙で1位を獲得し、2019年4月21日に現職のポロシェンコ大統領との決選投票に進み、73%以上の得票率で勝利した。ゼレンスキーは、ペトロ・ポロシェンコブロックとも野党プラットフォーム - フォーライフと連合政権を組むつもりはないと述べた。
2019年5月21日の議会での就任演説で、ゼレンスキー大統領は議会を解散し、2019年7月21日に実施される早期選挙を宣言した。2019年5月27日にイワン・バカノフに代わってドミトロ・ラズムコフが党首に任命され、オレクサンドル・コルニエンコは党選挙本部長、ミハイロ・フェードロウは党デジタル戦略責任者に就任していた。2019年6月2日、2019年のウクライナ議会選挙において多数派の選挙区で同党から立候補する候補者の登録が終了。ラズムコフ党首は2019年6月7日、2019年の議会選挙において現職の国会議員が党リストに載らず、選挙リストは「新しい野心のある政治家」からなると断言した。